# سوسیس صبحانه

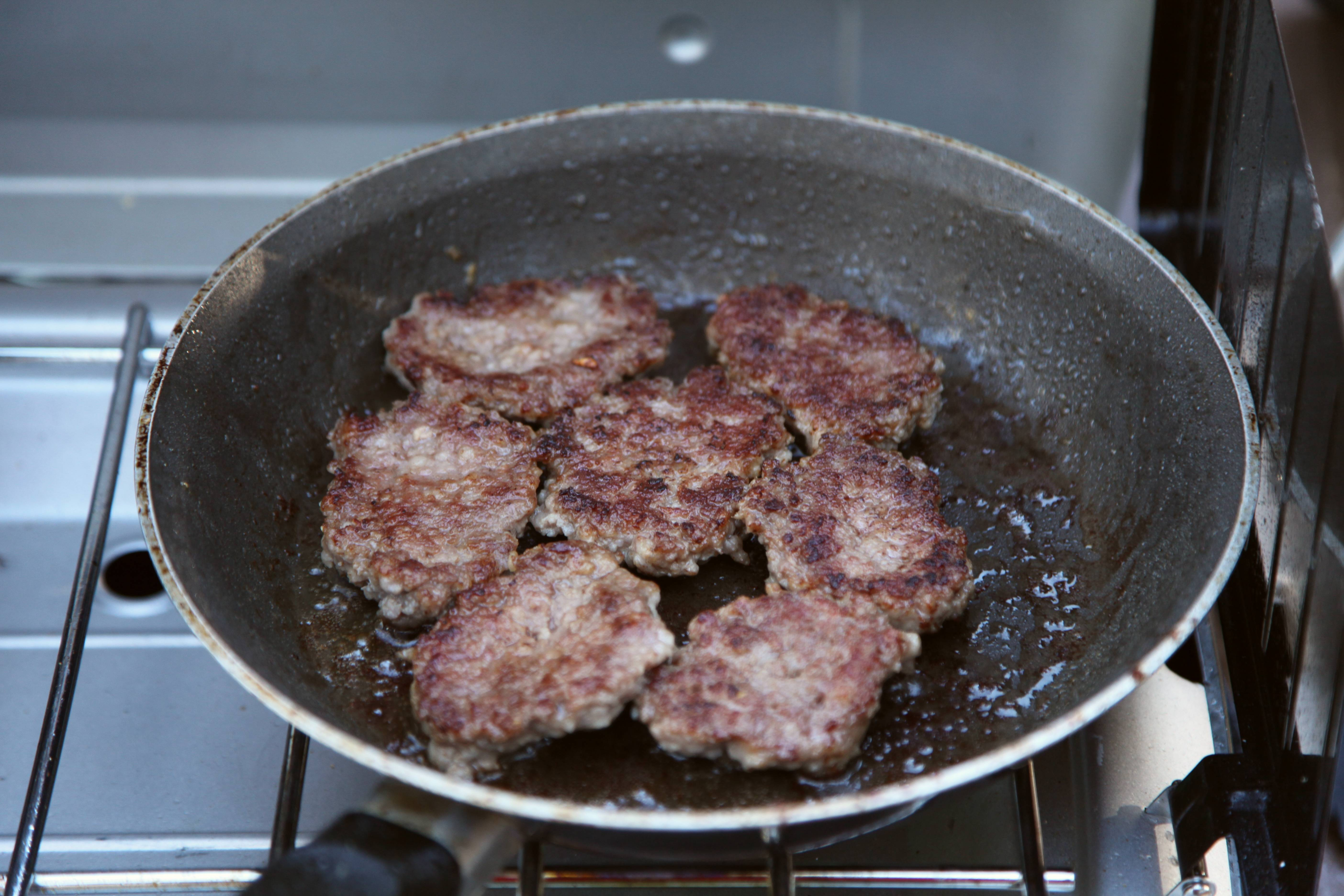
سوسیس‌های صبحانه، سرخ شده در ماهیتابه

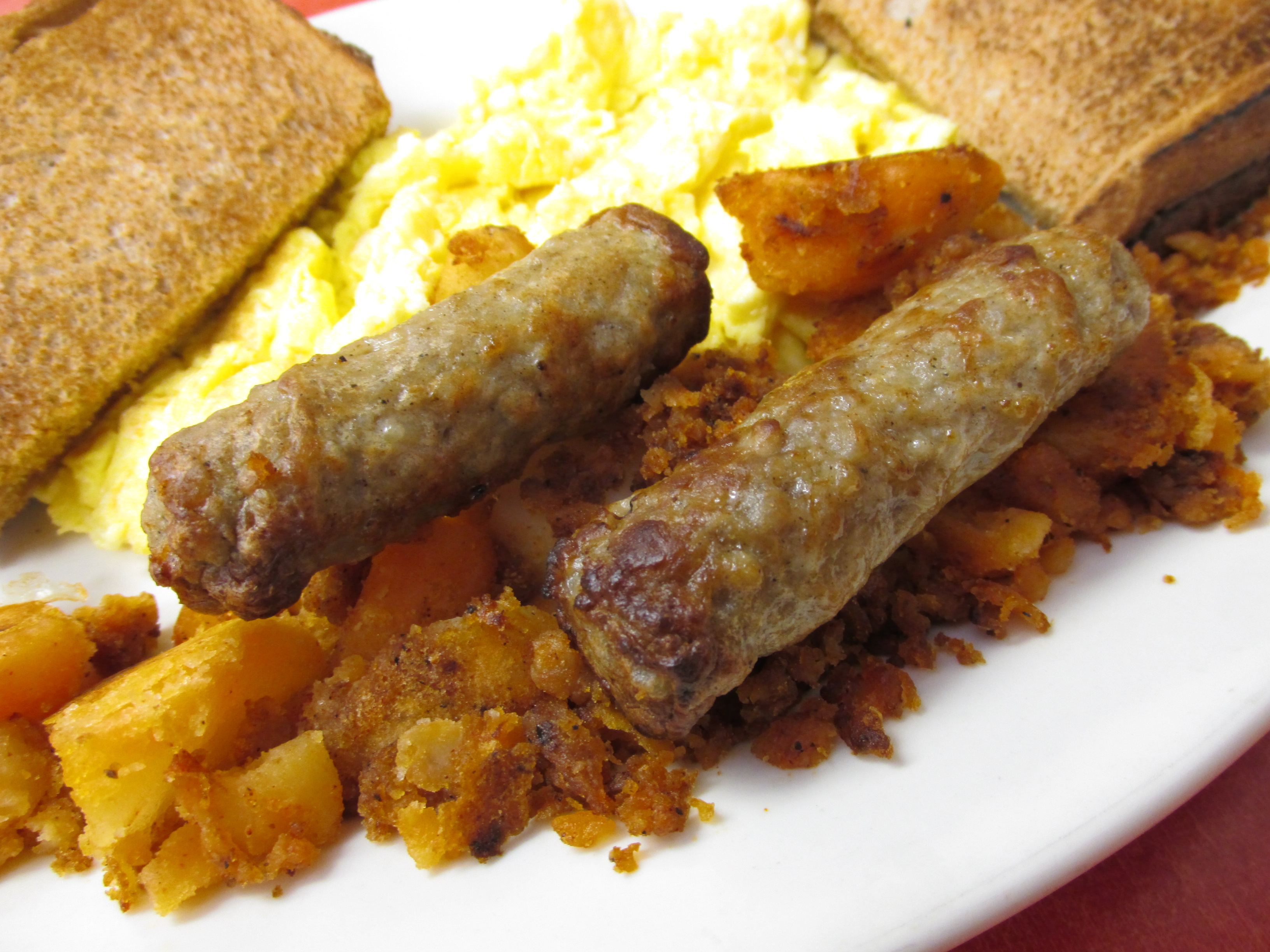
سوسیس صبحانه به عنوان بخشی از یک صبحانه کامل

سوسیس صبحانه (یا سوسیس روستایی) نوعی سوسیس تازه است که معمولاً از گوشت خوک تهیه می‌شود و غذای رایجی در ایالات متحده است. در ایالات متحده، طعم‌دهنده‌های غالبی که برای چاشنی استفاده می‌شوند، فلفل سیاه و مریم گلی هستند. همچنین انواعی از سوسیس وجود دارند که با شربت افرا یا فلفل هندی طعم‌دار شده‌اند. برخی از سوسیس‌های صبحانه با بیکن دودی طعم‌دار می‌شوند.
این یک مورد رایج در صبحانه‌های سنتی آمریکایی «کشاورزی» یا «روستایی» است، زیرا در ابتدا راهی برای کشاورزان بود تا تا حد امکان از دام‌های خود (معمولاً خوک‌ها) استفاده کنند. تکه‌های اضافی و ضایعات چرخ شده، ادویه‌زده شده و سپس به عنوان یک وعده صبحانه ارزان و با پروتئین بالا توسط کشاورز مصرف می‌شدند.
این سوسیس می‌تواند به صورت دودی یا سوسیس‌های تازه، پتی‌ها، لینک‌ها یا سوسیس‌های فله‌ای باشد. بیشتر رستوران‌های فست فود و رستوران‌های خانوادگی در سرتاسر کشور نیز یکی یا چند نسخه از آن را در ساعات صبحانه ارائه می‌دهند، چه در یک ساندویچ، چه در یک بشقاب صبحانه یا هر دو؛ برخی از رستوران‌های با کیفیت بالا نیز گزینه سوسیس را در منوی صبحانه یا برانچ خود دارند. نوع سوسیس در حالت لینک، بیشتر شبیه به سوسیس‌های سبک انگلیسی است و از روزهای استعماری در ایالات متحده تولید می‌شود؛ این نوع به سوسیس لینکلن‌شایر شباهت زیادی دارد.
این سوسیس اساساً نوعی گوشت چرخ‌کرده با ادویه‌های بسیار زیاد است، بنابراین نگهداری آن دشوار است و باید به‌طور مناسب ذخیره و مدیریت شود. انواع جدیدتری که از مخلوط گوشت خوک و گوشت گاو و همچنین مرغ (بوقلمون یا مرغ) تهیه می‌شوند نیز وجود دارند. همچنین انواع گیاهی وجود دارد که از پروتئین بافت‌دار گیاهی (TVP) به جای گوشت استفاده می‌کنند.
سوسیس صبحانه معمولاً در ماهیتابه سرخ می‌شود، کبابی می‌شود یا در مایکروویو قرار می‌گیرد. گاهی شربت افرا به سوسیس‌های صبحانه اضافه می‌شود. سوسیس صبحانه پخته شده همچنین قبل از پخت با خوراک تخم مرغ مخلوط می‌شود. سوسیس خرد شده که به سس سفید اضافه می‌شود، جزء اصلی سس سوسیس است.
سوسیس صبحانه معمولاً در تابه سرخ، کبابی یا در مایکروویو گرم می‌شود. شربت افرا گاهی به سوسیس‌های صبحانه اضافه می‌شود. سوسیس پخته‌شده همچنین به کسرولهای تخم‌مرغ قبل از پخت اضافه می‌گردد. سوسیس خردشده که به سس سفید اضافه می‌شود، جزء اصلی سس سوسیس است.

## برندها
برخی از برندهای رایج آمریکایی عبارتند از: ومپلر، باب ایوانز، جیمی دین، سوسیس روستایی اوونز، سواگرتی فارم، سوسیس روستایی پورنل اولد فولکز، تنسی پراید، جانسونویل، فارملند، پی جی مولیناری و پسران، اسمیتفیلد و جونز.